# Quang Vinh, Ân Thi
Quang Vinh là một xã thuộc huyện Ân Thi, tỉnh Hưng Yên, Việt Nam.

## Địa lý
Xã Quang Vinh nằm ở phía bắc huyện Ân Thi, có vị trí địa lý:
- Phía đông giáp xã Hoàng Hoa Thám
- Phía tây giáp xã Vân Du
- Phía nam giáp thị trấn Ân Thi và xã Hoàng Hoa Thám
- Phía bắc giáp xã Đào Dương.

Xã Quang Vinh có diện tích 10,29 km², dân số năm 2022 là 12.504 người, mật độ dân số đạt 1.215 người/km².

## Lịch sử
Ngày 1 tháng 12 năm 2024, sáp nhập toàn bộ diện tích tự nhiên là 4,71 km², quy mô dân số là 5.340 người của xã Tân Phúc vào xã Quang Vinh.
Sau khi sáp nhập, xã Quang Vinh có diện tích tự nhiên là 10,29 km² và quy mô dân số là 12.504 người.

## Giao thông
Xã Quang Vinh có quốc lộ 38, tỉnh lộ 200D và tỉnh lộ 204 chạy qua.